# Diocesi di Nakhon Sawan
La diocesi di Nakhon Sawan (in latino Dioecesis Nakhonsauanensis) è una sede della Chiesa cattolica in Thailandia suffraganea dell'arcidiocesi di Bangkok. Nel 2021 contava 18.565 battezzati su 8.959.045 abitanti. È retta dal vescovo Paul Tawat Singsa.

## Territorio
La diocesi comprende le province thailandesi di Chainat, Kamphaeng Phet, Lopburi, Nakhon Sawan, Saraburi, Sukhothai, Tak, Uthai Thani e Uttaraddit.
Sede vescovile è la città di Nakhon Sawan, dove si trova la cattedrale di Sant'Anna.
Il territorio è suddiviso in 51 parrocchie.

## Storia
La diocesi di Nakhorn-Sawan fu eretta il 9 febbraio 1967 con la bolla Officii Nostri di papa Paolo VI, ricavandone il territorio dall'arcidiocesi di Bangkok.
Il 2 luglio 1969 per effetto del decreto Cum Excellentissimus della Congregazione per l'evangelizzazione dei popoli ha assunto il nome attuale.
Il 20 giugno 1970 si è ampliata in virtù del decreto Cum ad disciplinae della Congregazione per l'evangelizzazione dei popoli, incorporando il territorio della provincia di Uttaradit, che era appartenuto alla diocesi di Chiang Mai.

## Cronotassi dei vescovi
Si omettono i periodi di sede vacante non superiori ai 2 anni o non storicamente accertati.
- Michel-Auguste-Marie Langer, M.E.P. † (9 febbraio 1967 - 24 maggio 1976 dimesso)
- Joseph Banchong Aribarg † (24 maggio 1976 - 5 novembre 1998 dimesso)
- Louis Chamniern Santisukniram (5 novembre 1998 - 1º luglio 2005 nominato arcivescovo di Thare e Nonseng)
- Francis Xavier Kriengsak Kovithavanij (7 marzo 2007 - 14 maggio 2009 nominato arcivescovo di Bangkok)
- Joseph Pibul Visitnondachai (19 giugno 2009 - 13 febbraio 2024 ritirato)
- Paul Tawat Singsa, dal 13 febbraio 2024

## Statistiche
La diocesi nel 2021 su una popolazione di 8.959.045 persone contava 18.565 battezzati, corrispondenti allo 0,2% del totale.
| anno | popolazione | popolazione | popolazione | presbiteri | presbiteri | presbiteri | presbiteri                | diaconi | religiosi | religiosi | parrocchie |
| anno | battezzati  | totale      | %           | numero     | secolari   | regolari   | battezzati per presbitero | diaconi | uomini    | donne     | parrocchie |
| ---- | ----------- | ----------- | ----------- | ---------- | ---------- | ---------- | ------------------------- | ------- | --------- | --------- | ---------- |
| 1970 | 4.171       | 3.987.765   | 0,1         | 17         | 17         |            | 245                       |         |           | 21        | 12         |
| 1980 | 5.518       | 5.650.000   | 0,1         | 19         | 3          | 16         | 290                       |         | 21        | 25        |            |
| 1990 | 8.380       | 7.338.125   | 0,1         | 22         | 13         | 9          | 380                       |         | 12        | 22        | 20         |
| 1999 | 9.537       | 7.549.813   | 0,1         | 28         | 22         | 6          | 340                       |         | 11        | 24        | 22         |
| 2000 | 9.856       | 8.299.235   | 0,1         | 29         | 21         | 8          | 339                       |         | 11        | 33        | 22         |
| 2001 | 9.237       | 8.272.430   | 0,1         | 27         | 20         | 7          | 342                       |         | 12        | 37        | 28         |
| 2002 | 10.272      | 8.280.400   | 0,1         | 25         | 18         | 7          | 410                       |         | 12        | 37        | 28         |
| 2003 | 11.251      | 9.036.800   | 0,1         | 25         | 18         | 7          | 450                       |         | 12        | 37        | 28         |
| 2004 | 10.878      | 8.358.639   | 0,1         | 36         | 35         | 1          | 302                       |         | 6         | 44        | 28         |
| 2013 | 16.229      | 8.599.000   | 0,2         | 36         | 31         | 5          | 450                       | 1       | 10        | 69        | 31         |
| 2016 | 16.476      | 9.296.000   | 0,2         | 42         | 30         | 12         | 392                       |         | 16        | 76        | 43         |
| 2019 | 16.900      | 9.532.680   | 0,2         | 52         | 37         | 15         | 325                       |         | 19        | 76        | 43         |
| 2021 | 18.565      | 8.959.045   | 0,2         | 50         | 38         | 12         | 371                       |         | 16        | 76        | 51         |